# Ueckermünde Heath

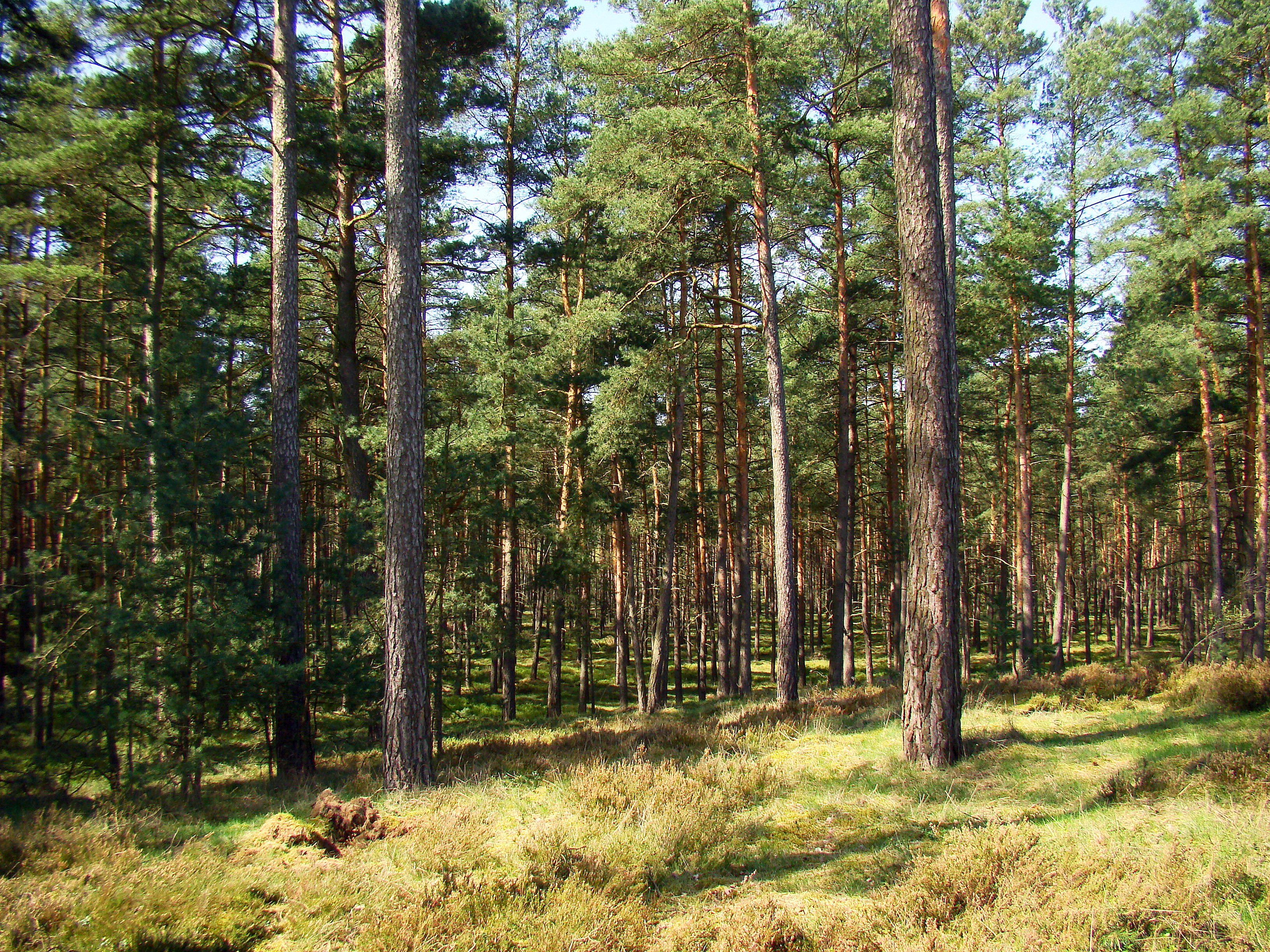
Ueckermünde Heath

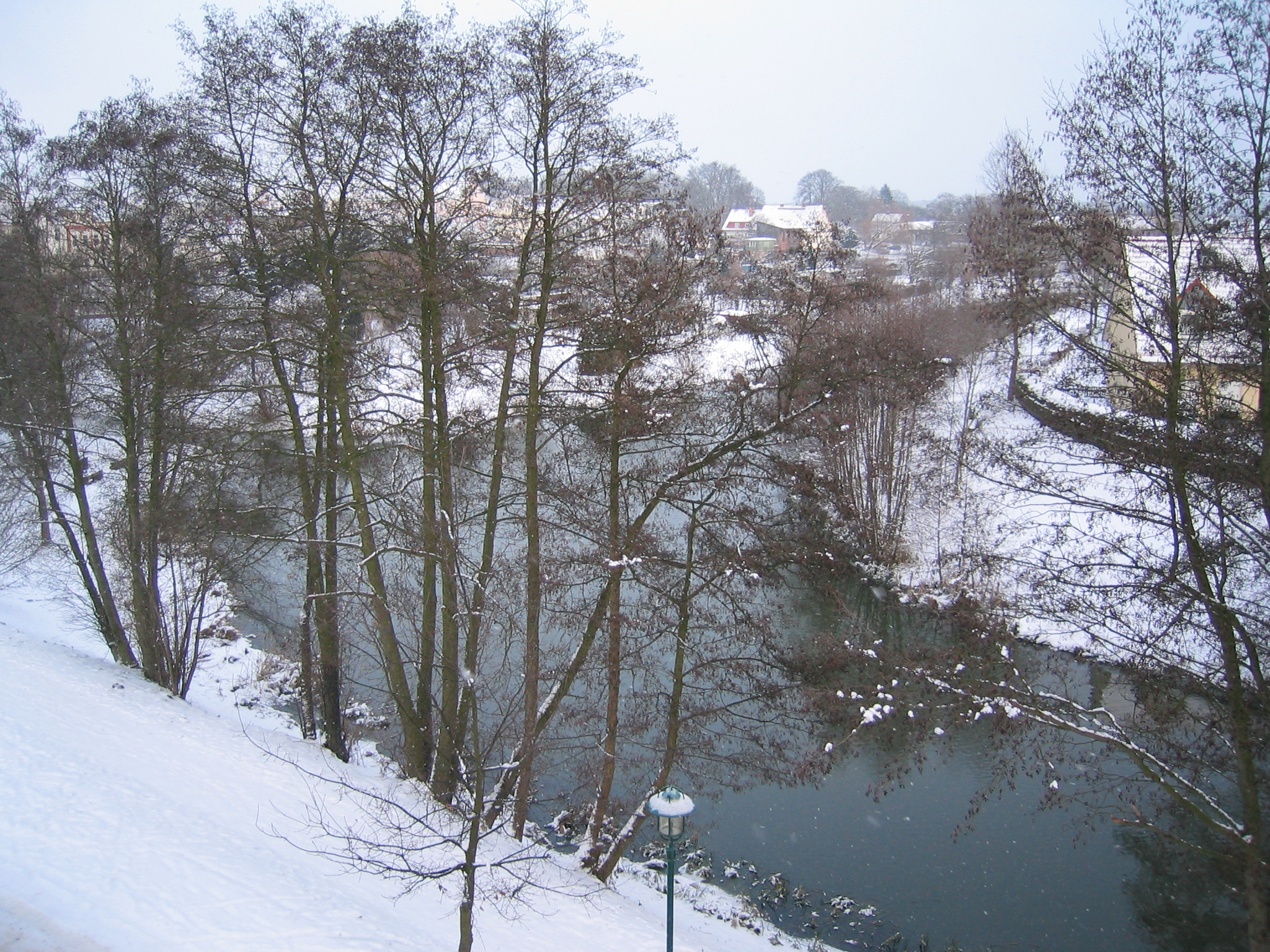
Ucker / Uecker ở Torgelow

Ueckermünde Heath (tiếng Đức: Ueckermünder Heide, tiếng Ba Lan: Puszcza Wkrzańska) là một khu vực rộng lớn của rừng và khu vực tu dưỡng mở rộng, rộng 1.000   km² trong khu vực, ở đông bắc Đức và tây bắc Ba Lan, trên sông Oder và đầm Szczecin. Năm 1945, phần phía đông gia nhập vào Ba Lan và bây giờ được gọi là Puszcza Wkrzańska. Hồ Świdwie gần Tanowo là khu bảo tồn thiên nhiên và khu Ramsar.

## Địa lý
Vùng này rộng khoảng 1000 km². Ở phía bắc, nó giáp với đầm Szczecin và ở phía đông là sông Oder. Ở phía tây vùng đất thấp của Friedländer Großen Wiese tạo thành biên giới và ở phía nam, dòng Stettin-Pasewalk tạo thành nó. Heath Ueckermünde là một vùng đất thấp, nơi chỉ có một vài điểm đạt độ cao trên mực nước biển 20 mét (trừ: Dachsberge phía nam Hintersee với 48 mét). Khu vực rừng được cắt ngang bởi các con sông Uecker, Randow và Zarow. Ngoài ra còn có nhiều cánh đồng được bảo vệ, đặc biệt là ở khu vực biên giới với Ba Lan. Các đầm lầy cũng là lý do tại sao khu vực tu dưỡng bị xâm chiếm tương đối muộn. Vào thế kỷ 17, chủ yếu là những người thực dân đã thiết lập lò đốt than và thủy tinh. Sự xuất hiện thường xuyên của bãi sắt là cơ sở cho các nhà máy chế biến kim loại, chủ yếu ở Torgelow. Ở giữa khu vực có một khu huấn luyện quân sự rộng khoảng 50 km², được sử dụng bởi Bundeswehr (doanh trại ở Torgelow và Eggesin). Ngày nay, Ueckermünde Heath rất quan trọng đối với lâm nghiệp, nhưng cũng ngày càng tăng đối với du lịch. Ngoài ra, còn có hệ động thực vật đa dạng. Kể từ năm 2015, cũng đã có một bầy sói và con cái của chúng sống ở Ueckermünde Heath. Hạc, đại bàng gào thét và đại bàng đuôi trắng sinh sản trong rừng và cánh đồng hoang.
- Địa điểm ở Đức: 
  - À
  - Trứng
  - Jatznick
  - Torgelow
  - Ueckermünde
  - Viereck
- Địa điểm ở Ba Lan: 
  - Cảnh sát
  - Bây giờ Warpno
  - Szczecin
  - Trzebież